# Helictotrichon macrostachyum
Espèce
Synonymes
- Arrhenatherum macrostachyum (Balansa & Durieu) Potztal
- Avena macrostachya Balansa & Durieu[2]

Helictotrichon macrostachyum est une espèce de plantes monocotylédones de la famille des Poaceae, sous-famille des Pooideae, originaire d'Afrique du Nord. Ce sont des plantes herbacées vivaces, cespiteuses, aux tiges dressées ou géniculées ascendantes, pouvant atteindre 100 cm de long, et aux inflorescences en panicules.